# Білаш Світлана Олексіївна
Світла́на Олексі́ївна Бі́лаш (31 травня 1963, Балабанівка Оратівського району Вінницької області) — український графік. Член Національної спілки художників України з 1994 р. Працює у графіці, переважно у мішаній техніці, основою якої є гуаш, у жанрах поетичної символіки.
Навчалася студійне, педагог І. П. Ященка. З 1994 р. працювала на посаді художника-консультанта підприємства «Август-2К». У 2010 році емігрувала з України.
Учасниця обласних та всеукраїнських виставок з 1993 р. Персональні виставки: 1993 р. — м. Вінниця, обласний краєзнавчий музей, 1994 р. — м. Вінниця, обласний художній музей, 1995 р. — м. Київ, галерея «Тадзіо» (спільно з І. Ященко), 2000 р. — м. Вінниця, обласний художній музей (спільно з І. Ященко та М. Ніколаєвим).

## Твори
Твори зберігаються у Вінницькому обласному художньому музеї, Вінницькому обласному краєзнавчому музеї, музеї Культурного центру ВНТУ, приватних колекціях.